# وخز أذنيك (مسرحية)
وخز أذنيك هي مسرحية لسيمون بنت ، مستوحاة من حياة الكاتب المسرحي جو أورتن . من إنتاج سونيا فريدمان، افتتحت في مسرح الكوميديا في ويست إند بلندن في 30 سبتمبر 2009 بعد معاينات من 17 سبتمبر، وأغلقت في نوفمبر 2009. قام ببطولة كريس نيو في دور جو أورتن ومات لوكاس في دور عاشق أورتن والقاتل، كينيث هاليويل.

## عن المسرحية
وفقًا للممثل كريس نيو، جاء مفهوم المسرحية من زميله في السكن. الممثل والكوميدي الجديد الذي اتصل به مات لوكاس، الذي كان يتطلع إلى القيام بعمل مسرحية. وافق سيمون بينت على سيناريو العمل، وجاءت سونيا فريدمان على متن السفينة كمنتجة ودانييل كرامر كمخرج. 
لعب أورتن الجديد في الإنتاج الأصلي.
لعب مات لوكاس في الأصل دور كينيث هاليويل، لكنه انسحب من الإنتاج بعد وفاة شريكه السابق. لعب مايكل تشادويك دور هاليويل حتى 22 أكتوبر 2009. تولى كون أونلي الدور في 23 أكتوبر.
أغلقت المسرحية في 15 نوفمبر بسبب انخفاض مبيعات التذاكر بعد رحيل لوكاس.

## روابط خارجية
- الموقع الرسمي